# هانس پتر مولاند
هانس پتر مولاند (نروژی: Hans Petter Moland؛ زادهٔ ۱۷ اکتبر ۱۹۵۵) کارگردان فیلم و فیلم‌نامه‌نویس اهل نروژ است.
از فیلم‌هایی که وی در آن‌ها نقش داشته‌است، می‌توان به یک مرد تا حدی مهربان، صفر کلوین، به‌هوای دزدیدن اسب‌ها، ابردین، به ترتیب خروج از صحنه و تعقیب سرد اشاره نمود.